# 韋爾斯蓋特 (紐約州)
韋爾斯蓋特（英語：Vails Gate）是位於美國紐約州奧蘭治縣的普查規定居民點。

## 人口
根據2020年美國人口普查的數據，韋爾斯蓋特的面積為2.67平方千米，皆為陸地。當地共有人口3368人，而人口密度為每平方千米1,261.42人。